# Мотори

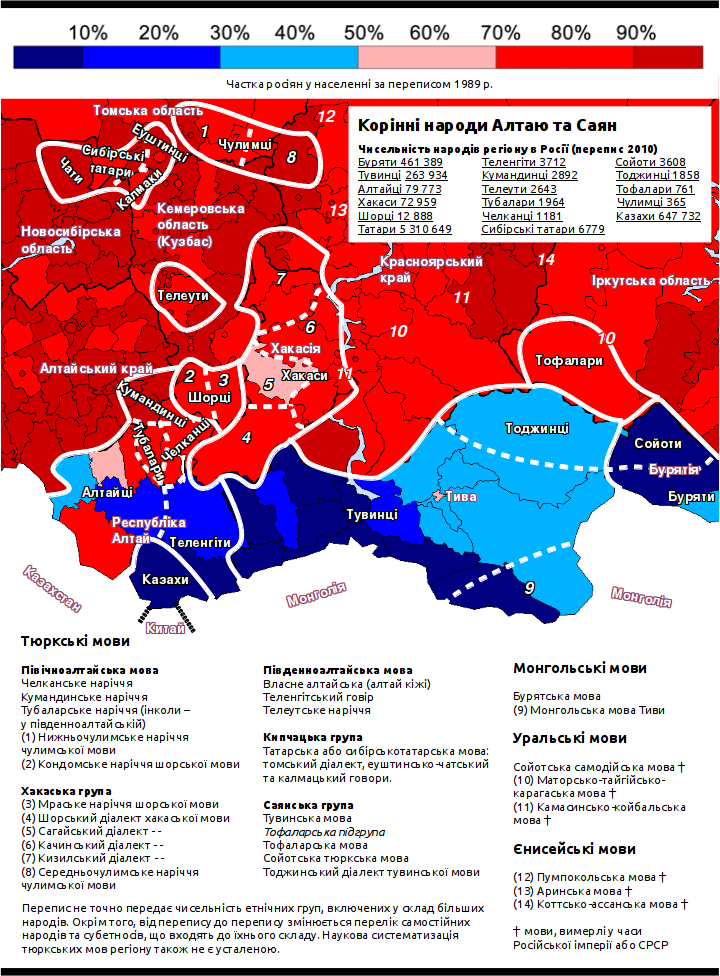
Розселення моторів та інших південних самодійських народів

Мотори — зниклий самодійський народ, що мешкав на північних схилах Саян на верхньому Єнісеї в долині р. Туби та її притоки Амила (південь Красноярського краю, захід Іркутської області). Мотори говорили на вимерлих нині маторських мовах. Займалися домашнім оленярством, полюванням на хутрового звіра. Мова моторів була схожа на мову уральців, а виглядали вони як монголоїди. Мотори-мисливці добре знали лижну, човен-волокушну справи, кушнірство, а також найпростіший лук, спис і багато способів добування їжі.

## Історія
Мотори зникли на початку XIX сторіччя. Головними причинами цього була асиміляція росіянами та хакасами, а також епідемія віспи. Моторські племена в давнину жили в Саяно-Алтайському передгір'ї, але наприкінці I тисячоліття до нашої ери та на початку I тисячоліття нашої ери під натиском степових кочівників вони широко розселилися по території краю і за його межами. У пониззі Єнісею жили предки моторів, що займалися оленярством, рибальством і полюванням. У басейнах річок Пясіни, Хатанги розселилися предки моторів — нганасани. Нганасани полювали на диких оленів, водоплавну птицю, ловили рибу і розводили оленів. Пересувалися по тундрі верхи на оленях або в нартах.

## Суспільні відносини
Основною економічною одиницею в моторів була сім'я або об'єднання кількох сімей — стійбище, на чолі якого стояв старійшина. Зберігався родовий лад, який згодом вже почав розпадатися. У моторів виділялася верхівка багатих оленярів, які володіли стадами в декілька тисяч голів. Бідне моторське населення працювало батраками у своїх же багатих оленярів. Джерелом домашнього рабства моторів були полонені, захоплені при військових зіткненнях. У центральних районах краю по річках Мане, Кану, Казіру жили Кашинці, предки моторів, що говорили на самодійській мові. Кашинці й гірські мотори займалися домашнім оленярством, полюванням на хутрового звіра.
Перші люди, які увійшли до складу народу мотори і мали власну культуру, з'явилися у високих широтах близько 6 тисяч років тому. Це були давні мисливці, що прийшли в тундру через тайгову смугу. Саме елементи загальнопоширеної на півночі культури полювання на дикого оленя дозволяють визначити межі розселення давнього населення. Адже стародавній народ з різних причин зник, а сліди його культури залишилися. Крім культурного сліду неолітичні мисливці на дикого оленя більш пізнього часу створили соціальні об'єднання — роди, групи родів і навіть фратрії, відмінні за структурою, характером і походженням. Наприклад, серед моторів чітко простежуються «істинно моторські» роди, а також роди, що утворилися за ненецьким зразком із стародавнього населення. Ці роди в давнину тісно пов'язують з низкою ознак моторів на заході і з юкагирами на сході. Коли стародавні уральці пішли на північ і влаштувалися там, моторів в тих місцях не існувало.

## Культура та традиції моторів
Мотори — це досить освічений народ, який крок за кроком формував свої традиції та елементи культури. Найцікавішим, на думку науковців, є їхній побут. Мотори мали дуже гарний одяг зі шкір різних тварин, яких вони самі вполювали. Вони виготовляли головні убори зі шкір вовків, оленів, собак тощо. Як штани та кожухи їм також слугували шкури волохатих тварин. Мотори не жалкували часу на виготовлення одягу для себе і своїх сімей.
Коли якийсь із представників народу мотори помирав, вони ховали його з усіма почестями у спеціальних курганах. Тіло покійного одягали у добротні шкури, облаштовували останній притулок покійного якнайкраще.
Особливої уваги заслуговує опис житла моторів. До його будування мотори відносилися з особливою ретельністю, адже вірили, що разом із ними у житлі будуть проживати і духи, які оберігатимуть дім від злих сил.
Мотори проживали у курганах, які вони споруджували з товстих гілок дерев, великих брил каменю, шкір вбитих тварин тощо. Кургани були невеликі за розмірами. Завдяки шкірам тварин у житлі добре затримувалось тепло. Дуже характерними були і предмети побуту моторів. Замість посуду вони використовували черепи та кістки забитих тварин, а також вироби із каменю, зокрема кременю. Для того, щоб виготовити подібну посудину, треба було декілька тижнів невтомно працювати.
Мотори глибоко вірили в існування богів, тому дуже часто проводили обряди жертвоприношення та поклоніння. Вони забивали тварин, а їхню кров приносили в жертву богам. Мотори цінували свої звичаї та традиції, розвивали культуру, навчали своїх дітей ремеслам, зокрема полюванню.
Ще з раннього дитинства маленьких хлопчиків привчали полювати на дрібного звіра, розчиняти його, а дівчаток — виготовляти предмети побуту, шити одяг. Культура цього невеличкого народу просто вражає своєю різноманітністю. Дуже небагато подібних народів старалися зберегти надбання своєї культури. Мотори навіть вели записи у виді ієрогліфів на каменях, про це свідчать розкопки археологів 19 сторіччя.